# Lutz Schüler

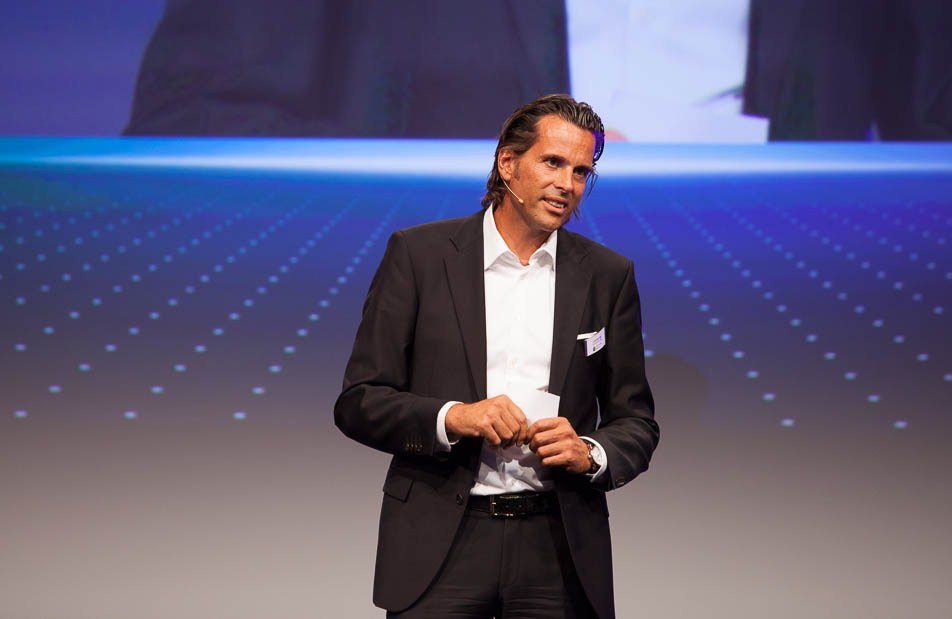
Lutz Schüler (2014)

Lutz Schüler (* 15. März 1968 in Düsseldorf) ist ein deutscher Manager. Von 2011 bis 2018 war er Chief Executive Officer (CEO) von Unitymedia. Von Juni 2019 bis Mai 2021 fungierte er als CEO von Virgin Media in Großbritannien, Seit Juni ist er 2021 CEO von Virgin Media O2. 

## Leben
Lutz Schüler absolvierte ein Studium der Betriebswirtschaft an der Universität Augsburg, das er mit dem Master of Science abschloss. Anschließend arbeitete er unter anderem als Produktmanager bei T-Mobile und wechselte später zu HanseNet. Nach seiner Tätigkeit als Geschäftsführer für den Bereich Marketing & Sales übernahm er Ende 2009 die Verantwortung für die Integration des Unternehmens in den Telefónica-Konzern, nachdem Telefónica Germany die HanseNet übernommen hatte.
Von 2011 bis 2018 war Schüler für Unitymedia tätig. Prägend für seine Funktion dort war die Akquisition von Kabel BW durch Liberty Global und die anschließende Zusammenführung beider Unternehmen. Schüler ist es gelungen, Bedenken des Bundeskartellamts gegen den Zusammenschluss auszuräumen, was in der Fachwelt große Anerkennung nach sich zog. Unter anderem bezeichnete ihn das Manager Magazin daraufhin als „Deutschlands neuen Kabelregenten“.
Von Juni 2019 bis Mai 2021 fungierte er als Chief Executive Officer (CEO) von Virgin Media in Großbritannien, nachdem er zehn Monate lang als Chief Operating Officer (COO)  des Unternehmens tätig gewesen war. Im Juni 2021 wurde er CEO von Virgin Media O2. 
Lutz Schüler war verheiratet und hat drei Kinder. Er ist unter anderem Mitglied der Atlantik-Brücke.